# Nukleoid
Nukleoid är hos prokaryota celler den region i cytoplasman där cellens arvsanlag (DNA) förvaras. Till skillnad från eukaryota celler, som har sitt DNA inneslutet i en cellkärna omgiven av ett kärnmembran, saknar prokaryoter en sådan kärna. Istället är deras genetiska material, oftast en enda lång cirkulär DNA-molekyl, kondenserat och organiserat i nukleoiden.
Nukleoidens kondenserade och effektivt organiserade natur gör det möjligt för prokaryota celler att snabbt anpassa sig och reagera på miljöförändringar, vilket är avgörande för deras överlevnad och reproduktion.

## Egenskaper hos nukleoiden

### Struktur
Nukleoiden är inte omsluten av något membran, vilket är den huvudsakliga skillnaden från en eukaryot kärna. DNA:t i nukleoiden är tätt packat och strukturerat med hjälp av olika proteiner, men inte med histoner som i eukaryoter (med undantag för vissa arkéer som har histon-liknande proteiner).

### DNA-arrangemang
DNA i nukleoiden kan vara packat i täta spiraler och interagerar med en mängd olika RNA-molekyler och proteiner som hjälper till att upprätthålla dess struktur och funktion.

### Funktion
Nukleoiden innehåller den genetiska informationen som krävs för cellens funktion och överlevnad, och där utförs viktiga cellaktiviteter som transkription från DNA till RNA.